# Grandmaster Association
Die Grandmaster Association (GMA) wurde vor 1988 gegründet und hatte mehr als 100 der stärksten Schachgroßmeister als Mitglied, und zwar aus Protest gegen den damaligen Präsidenten Florencio Campomanes des Weltschachbundes (als Vorläufer der Professional Chess Association).

## Überblick
Am 6. Januar 1988 war der Vorstand in Rotterdam und gab die Termine für den ersten Zyklus des Schach-Weltcup 1988/89 bekannt:
Brüssel (31. März bis 24. April), Bilbao (8. Juni bis 1. Juli), Reykjavík (1. bis 26. Oktober), Barcelona (1. bis 27. April 1989), Rotterdam (1. bis 27. Juni 1989) und Skellefteå (10. August bis 4. September 1989).
Schachweltmeister Kasparow gab 1988 bekannt, dass die GMA 122 Mitglieder hat.
Die GMA veranstaltete sehr stark besetzte Turniere, zum Beispiel im Dezember 1988 ein GMA-Open mit 100 Großmeistern.
Es gab eine Machtprobe zwischen der GMA und dem Weltschachbund FIDE. Es erschien 1989 ein langer Artikel mit der Überschrift Kasparow: Nicht ein Dollar für die FIDE, einem Foto des sehr grimmig dreinschauenden Kasparow und dem Untertitel WM-Kontrolle soll an GMA übergehen.